# Фільмографія Роско Арбакла
У цьому списку показані фільми американського актора, режисера, сценариста та композитора епохи німого кіно Роско Арбакла.

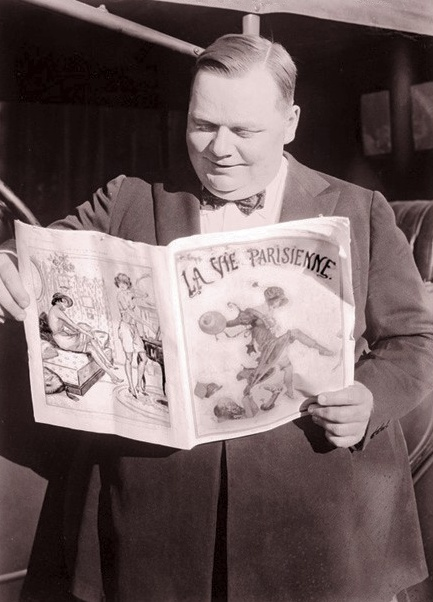
Роско «Товстун» Арбакл

## Актор

### Ранні роки
- Дитина Бена / Ben's Kid (1909)
- День народження місіс Джонс / Mrs. Jones' Birthday (1909)
- Зроби йому приємне / Making It Pleasant for Him (1909)
- Санаторій / The Sanitarium (1910)
- Голос з глибин / A Voice from the Deep (1912)

### 1913
| - Допоможіть! Допоможіть! Гідрофобія! / Help! Help! Hydrophobia! - Сейф у в'язниці / Safe in Jail - Вексель Мерфі / Murphy's I.O.U. - Жаль! Бідний Йорик! / Alas! Poor Yorick! - Ганстери / The Gangsters - У нього було три пристрасті / Passions, He Had Three - Пікнік офіціантів / The Waiters' Picnic - Підглядаючий Піт / Peeping Pete - Бандит / A Bandit - Заради любові до Мейбл / For the Love of Mabel - Контрольне світло / The Telltale Light - Шум з глибин / A Noise from the Deep - Любов і мужність / Love and Courage - Звільнення професора Біна / Professor Bean's Removal - Майже врятований / Almost a Rescue - Бунт / The Riot - Новий герой Мейбл / Mabel's New Hero - Акторська кар'єра Мейбл / Mabel's Dramatic Career - Королева циган / The Gypsy Queen | - Фатальне таксі / The Faithful Taxicab - Коли мрії збуваються / When Dreams Come True - Мамин синочок / Mother's Boy - Вільний день Фатті / Fatty's Day Off - Два старики / Two Old Tars - Невелике тихе весілля / A Quiet Little Wedding - Королі швидкості / The Speed Kings - Фатті в Сан-Дієго / Fatty at San Diego - Вино / Wine - Фатті вступає в поліцію / Fatty Joins the Force - Жінконенависник / The Woman Haters - Поїздка для нареченої / A Ride for a Bride - Фліртуючий Фатті / Fatty's Flirtation - Діти його сестри / His Sister's Kids - Деякі нервові / Some Nerve - Він йде на полювання / He Would a Hunting Go - Любов і сміття / Love and Rubbish - Ми п'ємо молоко / The Milk We Drink |

### 1914
| - Заслужена нога / A Misplaced Foot - Застряглий в димоході / Caught in a Flue - Заступник шерифа / The Under-Sheriff - Помилковий флірт /A Flirt's Mistake - В лапах банди / In the Clutches of the Gang - Весілля Ребекки / Rebecca's Wedding Day - Надійний Ромео / A Robust Romeo - Любов і полум'я Твікст / Twixt Love and Fire - Джонні в кіно / A Film Johnnie - Танго-путаниця / Tango Tangles - Його улюблене проведення часу / His Favorite Pastime - Сільський демон / A Rural Demon - Скотний двір / Barnyard Flirtations - Курячий переслідувач / Chicken Chaser - Красива ванна / A Bath House Beauty - Як Хейзел зустріла лиходія / Where Hazel Met the Villain - Підвісне випробування / A Suspended Ordeal - Водна собака / The Water Dog - Турбота / The Alarm - Наш кузен / Our Country Cousin - Нокаут / The Knockout - Фатті і спадкоємиця / Fatty and the Heiress - Кінець Фатті / Fatty's Finish - Любов і кулі / Love and Bullets - Романтика на човні / A Rowboat Romance - Небесний пірат / The Sky Pirate | - Ці щасливі дні / Those Happy Days - Це людина Мінстрела / That Minstrel Man - Ці сільські хлопці / Those Country Kids - Подарунок Фатті / Fatty's Gift - Маскарадна маска / The Masquerader - Його нова професія / His New Profession - Карколомний багаж / The Baggage Smasher - Абсолютно новий герой / A Brand New Hero - Марнотратники / The Rounders - Любов на удачу / Lover's Luck - Дебют Фатті / Fatty's Debut - Знову Фатті / Fatty Again - Їх злети і падіння / Their Ups and Downs - Шахрай Зіп / Zip, the Dodger - Пошта закоханих / Lovers' Post Office - Некомпетентний герой / An Incompetent Hero - День Фатті Джона / Fatty's Jonah Day - Вино Фатті / Fatty's Wine Party - Морські німфи / The Sea Nymphs - Викрадення дешевого автомобіля / Leading Lizzie Astray - Рушниці, які стріляють / Shotguns That Kick - Чудові штани Фатті / Fatty's Magic Pants - Фатті і Мінні Хі-Хо / Fatty and Minnie He-Haw - Хлопці на хуторі / The Bowery Boys - Бомби і удари / Bombs and Bangs |

### 1915
| - Сімейне життя Мейбл і Фатті / Mabel and Fatty's Married Life - День прання Мейбл і Фатті / Mabel and Fatty's Wash Day - Мейбл, Фатті і закон / Mabel, Fatty and the Law - Просте життя Фатті і Мейбл / Mabel and Fatty's Simple Life - Фатті і Мейбл на виставці в Сан-Дієго / Fatty and Mabel at the San Diego Exposition - Нова роль Фатті / Fatty's New Role - Необачний крок Фатті / Fatty's Reckless Fling - Випадкове знайомство Фатті / Fatty's Chance Acquaintance - Зраджена монета Фатті / Fatty's Faithful Fido - Маленьке золото / That Little Band of Gold - Приставання до Мейбл / Wished on Mabel | - Коли любов розправляє крила / When Love Took Wings - Своя дорога Мейбл / Mabel's Wilful Way - Приморські возлюблені міс Фатті / Miss Fatty's Seaside Lovers - Сміливе щеня Фатті / Fatty's Plucky Pup - Маленький вчитель / The Little Teacher - Плутанина через фотографії / Fatty's Tintype Tangle - Падіння непостійного Фатті / Fickle Fatty's Fall - Скандал в селі / A Village Scandal - Фатті і Бродвейські зірки / Fatty and the Broadway Stars |

### 1916
| - Фатті і Мейбл дрейфують / Fatty and Mabel Adrift - Він зробив і не зробив це / He Did and He Didn't - Яскраве світло / Bright Lights - Помилки його дружини / His Wife's Mistakes | - Інша людина / The Other Man - Бал офіціантів / The Waiters' Ball - Романтика Крімпафф / A Creampuff Romance - Життя Чарлі / Charlie's Life |

### 1917
| - Помічник м'ясника / The Butcher Boy - Безтурботний Ромео / A Reckless Romeo - Грубий будинок / The Rough House - Його шлюбна ніч / His Wedding Night | - Ох, лікарю! / Oh Doctor! - Коні-Айленд / Coney Island - Сільський герой / A Country Hero |

### 1918
| - Клаптик паперу / A Scrap of Paper - Дикий Захід / Out West - Коридорний / The Bell Boy - Самогон / Moonshine | - На добраніч, сестричко! / Good Night, Nurse! - Кухар / The Cook - Шериф / The Sheriff |

### 1919
| - Кемпінг / Camping Out - Швейцар Портер / The Pullman Porter - Любов / Love - Банківський службовець / The Bank Clerk | - Герой пустині / A Desert Hero - За кулісами / Back Stage - Селюк / The Hayseed |

### 1920
- Гараж / The Garage
- Підсумок новин / The Round-Up
- Життя на стороні / Life of the Party

### 1921
| - Мільйони Брюстера / Brewster's Millions (втрачений) - Чоловік, що отримує долар на рік / The Dollar-a-Year Man (втрачений) | - Мандрівний моряк / Traveling Salesman (втрачений) - Бензиновий Гас / Gasoline Gus - Божевільний одружується / Crazy to Marry |

### Більш пізні роки
| - Швидкий поїзд / The Fast Freight (1922) - Голлівуд / Hollywood (1923) - Високосний рік / Leap Year (1924) - На захід / Go West (1925) - Слухайте Лена / Listen Lena (1927) - Зворотний бік / The Back Page (1931) | - Гей, тату! / Hey, Pop! (1932) - Оповивши / Buzzin' Around (1933) - Як живеш? / How've You Bean? (1933) - Близькі стосунки / Close Relations (1933) - Томаліо / Tomalio (1933) |

## Режисер

### 1910-ті
- Мейбл і Фатті оглядають всесвітню виставку в Сан-Франциско / Mabel and Fatty Viewing the World's Fair at San Francisco

- Самогонники / The Moonshiners

### 1920-ті
| - Спеціальна доставка / Special Delivery - Дурний, але сміливий / Stupid, But Brave - Сталевий мул / The Iron Mule - Прокляття! / Curses! - Турист / The Tourist - Кінофільм / The Movies - Мийка / Cleaning Up - Бойовий піжон / The Fighting Dude | - Мої зірки / My Stars - Лікувальний будинок / Home Cured - Вдача дурня / Fool's Luck - Його особисте життя / His Private Life - Одного разу в недільний ранок / One Sunday Morning - Червоний млин / The Red Mill - Спокійний Оскар / Peaceful Oscar - Спеціальна доставка / Special Delivery |

### 1930-ті
| - Так-так сеньйор / Si Si Senor - Дерево / Up a Tree - Три голлівудські дівчини / Three Hollywood Girls - Шлюбні зв'язки / Marriage Rows - Колишній сантехнік / Ex-Plumber - Голлівудська аварія / Crashing Hollywood - Вінді Райлі їде в Голлівуд / Windy Riley Goes Hollywood - Голлівудська приманка / The Lure of Hollywood - Це - моя лінія / That's My Line - Тріо медового місяця / Honeymoon Trio - Метушня герцога / Up Pops the Duke - Пляжна піжама / Beach Pajamas - Візьміть їх і струсіть / Take 'em and Shake 'em - Одна тиха ніч / One Quiet Night | - Куїні в Голлівуді / Queenie of Hollywood - Герой-одинак / Once a Hero - Продавець Тамалі / The Tamale Vendor - Свято постояльців / Idle Roomers - Шикарна робота / Smart Work - Місячне світло і кактус / Moonlight and Cactus - Продовжуйте сміятися / Keep Laughing - Чийсь козел / Anybody's Goat - Дружини грають у брідж / Bridge Wives - Голлівудська удача / Hollywood Luck - Вогні Голлівуда / Hollywood Lights - Жигало / Gigolettes - Ніагарський водоспад / Niagara Falls |

## Сценарист

### 1910-ті
| - Турбота / The Alarm - Фатті і Мейбл дрейфують / Fatty and Mabel Adrift - Він зробив і не зробив це / He Did and He Didn't - Помічник м'ясника / The Butcher Boy - Безтурботний Ромео / A Reckless Romeo - Грубий будинок / The Rough House - Його шлюбна ніч / His Wedding Night - Коні-Айленд / Coney Island - Сільський герой / A Country Hero - Дикий Захід / Out West | - Коридорний / The Bell Boy - Самогон / Moonshine - На добраніч, сестричко! / Good Night, Nurse! - Кухар / The Cook - Шериф / The Sheriff - Кемпінг / Camping Out - Швейцар Портер / The Pullman Porter - Любов / Love - Банківський службовець / The Bank Clerk - Герой пустелі / A Desert Hero |

### 1920-ті
| - Мрії / Day Dreams - Прокляття / Curses - Кінофільм / The Movies - Бойовий піжон / The Fighting Dude | - Мої зірки / My Stars - Вдача дурня / Fool's Luck - Його особисте життя / His Private Life - Одного разу в недільний ранок / One Sunday Morning |

### 1930-ті
| - Ігровий матч / Match Play - Зозулі / The Cuckoos - Половина пострілу на світанку / Half Shot at Sunrise - Дерево / Up a Tree | - Колишній сантехнік / Ex-Plumber - Шлюбні зв'язки / Marriage Rows - Це — моя лінія / That's My Line - Пляжна піжама / Beach Pajamas |

## Композитор
- Медовий місяць Зеппелін / Honeymoon Zeppelin (1930)